# Říčky
Říčky – gmina w Czechach, w powiecie Brno, w kraju południowomorawskim.
1 stycznia 2017 gminę zamieszkiwało 348 osób, a ich średni wiek wynosił 41,3 roku.